# De gula flaggorna
De gula flaggorna var en väpnad grupp som verkade i norra Vietnam i slutet av 1800-talet, grundad av Huang Chongying.
De deltog ursprungligen i Taipingupproret men rörde sig ner till norra Vietnam jagade av kinesiska styrkor samtidigt som de tillsammans med de mer kända De svarta flaggorna levde av de vietnamesiska bönderna. De var från början allierade med de svarta flaggorna men hamnade senare i konflikt med dessa. 1869 samarbetade de svarta flaggorna och den kinesiska armén mot de gula flaggorna, och de gula flaggorna blev slagna och kom att minska i betydelse. 